# الن بائوف
الن بائوف (اوکراینی: Алан Казбекович Бадоев؛ زادهٔ ۱۰ ژانویهٔ ۱۹۸۱) کارگردان فیلم، مجری، تهیه‌کننده موسیقی، کارگردان موزیک ویدئو، و مجری تلویزیون اهل اوکراین است. وی از سال ۲۰۰۰ میلادی تاکنون مشغول فعالیت بوده‌است.